# Férfi 200 méteres pillangóúszás a 2005. évi nyári európai ifjúsági olimpiai fesztiválon
A 2005. évi nyári európai ifjúsági olimpiai fesztiválon az úszás férfi 200 méteres pillangóúszás versenyeit július 7-én rendezték, Lignano Sabbiadoróban.

## Előfutamok
| H  | F | Név                     | Nemzet                | E       | Mj  |
| -- | - | ----------------------- | --------------------- | ------- | --- |
| 1  | 1 | Antonio Luca D'alema    | Olaszország           | 2:06.14 | QA  |
| 2  | 3 | Dinko Jukic             | Ausztria              | 2:07.07 | QA  |
| 3  | 2 | Nógrádi Ádám            | Magyarország          | 2:07.11 | QA  |
| 4  | 3 | Deividas Cepulis        | Litvánia              | 2:07.27 | QA  |
| 5  | 3 | Marcel Luck             | Németország           | 2:07.38 | QA  |
| 6  | 2 | Roman Mikhaylov         | Oroszország           | 2:08.25 | QA  |
| 7  | 3 | Sebastian Kasza         | Lengyelország         | 2:08.33 | QA  |
| 8  | 1 | Stuart Houston          | Egyesült Királyság    | 2:09.34 | QA  |
| 9  | 2 | Dimitrios Adam          | Görögország           | 2:09.82 | QB  |
| 10 | 1 | Jack Nunn               | Írország              | 2:10.95 | QB  |
| 11 | 2 | Hugo Rodrigues          | Portugália            | 2:11.05 | QB  |
| 12 | 1 | Ivan Lendjar            | Szerbia és Montenegró | 2:11.55 | QB  |
| 13 | 3 | Alejandro Sanchez       | Spanyolország         | 2:12.33 | QB  |
| 14 | 3 | Dorel Andrei Petrescu   | Románia               | 2:12.46 | QB  |
| 15 | 1 | Sasa Kuznar             | Horvátország          | 2:13.54 | QB  |
| 16 | 2 | Amir Arbel              | Izrael                | 2:14.95 | QB  |
| 17 | 3 | Andrey Grahovski        | Bulgária              | 2:15.13 |     |
| 18 | 1 | Niklas Gustavsson       | Svédország            | 2:16.69 |     |
| 19 | 2 | Kasper Thomsen          | Dánia                 | 2:17.67 |     |
| 20 | 3 | Jan Sefl                | Csehország            | 2:20.32 |     |
| 21 | 2 | Ilkka Vilppola          | Finnország            | 2:27.14 |     |
| 22 | 2 | Bojan Jovanov           | Észak-Macedónia       | 2:27.46 |     |
| 23 | 1 | Rok Manojlovic          | Szlovénia             | 2:28.34 |     |
| -  | 1 | Matteo - Sor Del Bianco | Franciaország         |         | DNS |

## Döntő
| A döntő | A döntő               | A döntő               | A döntő | A döntő |
| H       | Név                   | Nemzet                | E       | Mj      |
| ------- | --------------------- | --------------------- | ------- | ------- |
| Arany   | Marcel Luck           | Németország           | 2:03.85 |         |
| Ezüst   | Antonio Luca D'alema  | Olaszország           | 2:05.15 |         |
| Bronz   | Dinko Jukic           | Ausztria              | 2:05.57 |         |
| 4       | Deividas Cepulis      | Litvánia              | 2:05.91 |         |
| 5       | Stuart Houston        | Egyesült Királyság    | 2:06.04 |         |
| 6       | Nógrádi Ádám          | Magyarország          | 2:06.70 |         |
| 7       | Sebastian Kasza       | Lengyelország         | 2:08.17 |         |
| 8       | Roman Mikhaylov       | Oroszország           | 2:08.95 |         |
| B döntő |                       |                       |         |         |
| H       | Név                   | Nemzet                | E       | Mj      |
| 1       | Jack Nunn             | Írország              | 2:10.72 |         |
| 2       | Alejandro Sanchez     | Spanyolország         | 2:11.11 |         |
| 3       | Dimitrios Adam        | Görögország           | 2:11.33 |         |
| 4       | Hugo Rodrigues        | Portugália            | 2:11.57 |         |
| 5       | Dorel Andrei Petrescu | Románia               | 2:11.79 |         |
| 6       | Sasa Kuznar           | Horvátország          | 2:12.09 |         |
| 7       | Ivan Lendjar          | Szerbia és Montenegró | 2:12.79 |         |
| 8       | Amir Arbel            | Izrael                | 2:17.89 |         |